# Пенроуз, Френсис
Френсис Кранмер Пенроуз (англ. Francis Cranmer Penrose, 29 октября 1817, Брейсбридж — 15 февраля 1903, Уимблдон, Лондон) — английский архитектор, теоретик архитектуры, археолог, астроном и спортсмен, мастер гребного спорта. Президент Королевского института британских архитекторов (Royal Institute of British Architects, RIBA), директор Британской школы в Афинах. Основоположник метода натурных обмеров памятников при изучении античной архитектуры.

## Биография
Френсис Пенроуз родился в Брейсбридже близ Линкольна, он был младшим сыном местного викария Джона Пенроуза. Мать — Элизабет Пенроуз, была дочерью Эдмунда Картрайта, учителя и автора популярных детских книжек. Элизабет также была писательницей, известной под псевдонимом «миссис Маркхэм» (Mrs Markham). Своим вторым именем Френсис Пенроуз обязан происхождению по матери от сестры архиепископа Кранмера.
Френсис получил образование в Бедфорд-колледже в Лондоне, Винчестерском колледже и колледже Магдалины в Кембридже. Он завоевал репутацию выдающегося спортсмена, участвовал в гребных гонках капитаном студенческой команды в Кембридже в соревнованиях 1840, 1841 и 1842 годов. Он также стал изобретателем системы карт регистрации взаимного расположения экипажей в гонках наездников. Проявил интерес к астрономии и в этом также достиг успехов.
С ранних лет Френсис Пенроуз проявлял вкус к рисованию. В 1835—1839 годах работал в проектном бюро архитектора Эдварда Блора. Пенроуз изучал математику в Колледже Магдалины Оксфордского университета и в 1842 году получил степень бакалавра математики. С 1842 по 1845 год в звании «путешествующего бакалавра» (travelling bachelor) Кембриджского университета совершал архитектурное турне. К мастерству рисовальщика он добавил владение искусством акварели, чему научился у Питера Де Уинта. Он сделал остановку в Париже, где посетил обсерваторию. В Париже, а затем в Шартре, Фонтенбло, Сансе, Осере, Бурже, Авиньоне, Ниме он усердно рисовал и изучал архитектурные памятники.
Между июнем 1843 года и следующей весной Френсис Пенроуз посетил главные города Италии, а после краткого возвращения в Англию отправился в Грецию. Вскоре он попал под чары, как он писал, «Периклианских памятников» (Pericleian Monuments), сооружений эпохи Перикла в Афинах середины V в. до н. э., которые быстро вытеснили его первое увлечение готической архитектурой. В августе он вернулся домой через города Швейцарии и Германии: Аугсбург, Мюнхен и Кёльн.
В 1848 году Пенроуз был избран членом Королевского института британских архитекторов. С 1852 года состоял в должности архитектурного инспектора собора Святого Павла в Лондоне.
Работа Пенроуза-архитектора в соборе Святого Павла включала создание кресел хора, мраморной кафедры и лестницы. Он спроектировал мемориал лорду Нэпиеру из Магдалы и гробницу Веллингтона. Новое помещение для хоровой школы собора на Картер-лейн было построено по его проекту в 1874 году. Пенроуз спроектировал приходскую церковь Святой Троицы в Эпперли, Глостершир (1856), а также входные ворота Колледжа Магдалины и флигель Капеллы Святого Иоанна Колледжа в Кембридже. С 1886 по 1887 год и с 1890 по 1891 год он был первым директором Британской школы в Афинах, здание которой сам и проектировал.
Свои астрономические наблюдения Пенроуз применил в работе о небесной ориентации древних храмов (Философские труды Королевского общества). Вместе с Локьером он провёл расчёты в отношении расположения Стоунхенджа. В 1867 году Пенроуз вступил в Королевское астрономическое общество, а в 1894 году его астрономические исследования были признаны фактом его избрания в члены Лондонского королевского общества.
После президентства в Королевском институте британских архитекторов (Royal Institute of British Architects, RIBA) с 1894 по 1896 год Пенроуз был назначен архитектором и антикваром Королевской академии художеств. В 1883 году был награждён Королевской золотой медалью института британских архитекторов. В 1898 году он стал членом Общества антикваров, в том же году получил звание доктора университета Кембриджа, он был также почётным доктором университета в Оксфорде. Награждён орденом Спасителя Греции.
Он внёс запись о выдающемся архитекторе, сэре Кристофере Рене в «Словарь национальной биографии»: «Dictionary of National Biography».
Френсис Пенроуз женился в 1856 году на Херриетт Гиббс, дочери Френсиса Гиббса, хирурга из Хервуда, Йоркшир. Его жена умерла на двенадцать дней раньше него. У него остался сын и четыре дочери, старшая из которых, Эмили, последовательно стала директором Бедфорд-колледжа в Лондоне, Королевского колледжа Холлоуэй и Сомервильского колледжа в Оксфорде.
Его собственный дом, Колбифилд, в Уимблдоне (в котором была небольшая обсерватория), был спроектирован им самим. В этом доме Френсис Пенроуз прожил сорок лет и умер 15 февраля 1903 года. Похоронен в Уимблдоне. Мемориальная доска находится в крипте собора Святого Павла в Лондоне.

## Архитектурные исследования
В 1843 году, изучая архитектуру в Риме, Пенроуз заметил, что угол наклона фронтона Пантеона «более крутой, чем мне хотелось бы», — предположение, которое впоследствии получило доказательство. Пятьдесят два года спустя г-н Шедан из Парижа прочитал доклад в Лондоне (на заседании, где председательствовал Пенроуз) и доказал, что угол был изменён в сравнении с первоначальным. Пенроуз пробыл в Риме шесть месяцев и написал доклад «путешествующего бакалавра» в Кембриджский университет. Он выбрал своей темой собор в Бурже.
Пенроуз одним из первых осознал важность натурных обмеров памятников для критического изучения античной архитектуры. Пользуясь методом обмеров, он открыл энтазис колонн, показал намеренную кривизну (курватуру) ступеней и антаблемента Парфенона афинского Акрополя. Британское Общество дилетантов заинтересовалось его открытиями и в 1846 году повторно направило Пенроуза в Грецию, чтобы их подтвердить.
Главным сотрудником Френсиса Пенроуза в области архитектурных измерений был Томас Уилсон из Линкольна. Они завершили свою работу в мае 1847 года. В 1878 году Джон Пеннетхоум опубликовал монографию «Геометрия и оптика античной архитектуры» (Geometry and Optics of Ancient Architecture), основанную на бесспорных обмерных данных, собранных Пенроузом. В 1847 году Общество дилетантов опубликовало труд Пенроуза «Аномалии в конструкции Парфенона» (Anomalies in the Construction of the Parthenon), в 1851 году появилась его фундаментальная работа «Принципы афинской архитектуры» (Principles of Athenian Architecture), полное издание было выпущено в 1888 году. Исчерпывающие обмеры, сделанные Пенроузом, окончательно установили: «То, что кажется параллельным или прямым в греческой архитектуре лучшего периода, обычно не является ни прямым, ни параллельным, а изогнутым или наклонным. Он решил загадку, о которой свидетельствовали все комментарии Витрувия».
В августе 1864 года греческий архитектор Эрнст Циллер представил своё исследование курватуры в античной архитектуре: «Об изначальном существовании кривизны Парфенона» (Ueber die ursprüngliche Existenz der Curvaturen des Parthenon), во многом основанное на обмерах древнегреческих храмов: Парфенона и Тесейона (ныне Храм Гефеста), проведённых Пенроузом. Против теории об изначальной курватуре античных построек выступил Карл Бёттихер, опубликовавший в 1852 году работу по тектонике древнегреческой архитектуры (Die Tektonik der Hellenen), однако это не повлияло на признание концепции Пенроуза-Циллера, которая до настоящего времени считается безупречной.

## Основные публикации
- Два письма из Афин о некоторых аномалиях в конструкции Парфенона (Two Letters from Athens, on Certain Anomalies in the Construction of the Parthenon). 1847
- Исследование принципов афинской архитектуры, или Результаты недавнего исследования, проведенного в основном со ссылкой на оптические доработки, созданные при строительстве древних зданий в Афинах, издано Обществом дилетантов (An Investigation of the Principles of Athenian Architecture, or, The Results of a Recent Survey Conducted chiefly with Reference to the Optical Refinements Exhibited in the Construction of the Ancient Buildings at Athens, edited by the Society of Dilettanti). 1851; 1888
- Об ориентации греческих храмов, являющейся результатом некоторых наблюдений, сделанных в Греции и Сицилии в мае 1898 года (On the Orientation of Greek Temples, being the Results of some Observations taken in Greece and Sicily in the Month of May). 1899.